# 新ジェイムズ王訳
新ジェイムズ王訳（しんジェイムズおうやく、英語: New King James Version、NKJV）はトーマス・ネルソン社によって出版された、ジェームズ1世の欽定訳聖書の現代英語による改版である。
英国版はもともと改訂欽定訳 (Revised Authorized Version) として知られている。しかし、NKJVの題が一般的に普及している。
NKJVは3つの段階を経て出版された。
- 新ジェイムズ王訳聖書、新約聖書、1979年
- 新ジェイムズ王訳聖書、新約聖書と詩篇、1980年
- 旧新約聖書が含まれている新ジェイムズ王訳聖書、1982年

国際ギデオン協会がホテルや病院に設置している聖書はNKJVであったが、2013年からは英語標準訳聖書（English Standard Version、ESV）に変わっている。